# Bob Wells
Bob Wells (5 de maig de 1955) és un vandweller («persona que viu en un vehicle»), youtuber i escriptor estatunidenc. És conegut per ser una inspiració per a milers de persones que adopten un estil de vida minimalista i nòmada centrat en el vandwelling. Wells va fundar Rubber Tramp Rendezvous, un aplec anual de vandwellers a Quartzsite, Arizona, i Homes on Wheels Alliance, una organització benèfica dedicada a la promoció del vandwelling.

## Biografia
El pare de Wells treballava com a delegat sindical en un supermercat Safeway a Anchorage, Alaska, i va morir dos anys després d'arribar a la jubilació. Wells es va veure atrapat a la mateixa botiga i desitjant no tenir la mateixa sort que el seu pare de no poder gaudir dels seus anys de maduresa.
L'any 1995, després de treballar vint anys a la botiga, va divorciar-se i es va veure arruïnat fins al punt que no va trobar més alternativa que viure en una box van, que va adquirir amb els seus últims 1.500 dòlars. Aquesta experiència traumàtica va fer que Wells anés a dormir plorant la majoria de les nits.
Després de sis anys, Wells es va tornar a casar i es va traslladar a una casa amb la seva esposa a Carolina del Nord, però va trobar que l'estrès del matrimoni i viure en una casa era un repte massa gran. Més endavant es va divorciar de nou i es va traslladar a un camió camperitzat, després a una furgoneta Chevrolet Express i, més tard, a una ambulància amb tracció a les quatre rodes. El 2005, després de veure com una mare i els seus tres fills dormien en un cotxe al carrer, Wells va fundar el lloc web cheaprvliving.com, a fi d'oferir orientació a persones que busquen consells sobre com viure una vida sense dificultats en un vehicle.
Wells ha aparegut en documentals i entrevistes sobre estils de vida alternatius i simplicitat voluntària. S'identifica políticament amb l'extrema esquerra i considera el vandwelling com un rebuig a les normes de la societat capitalista. Wells és un personatge de Nomadland, un llibre de no-ficció que segueix les gestes de diferents nòmades i les seves autocaravanes, i que es va adaptar al cinema el 2020.

### Rubber Tramp Rendezvous
Wells organitza una reunió anual al gener a Quartzsite, Arizona, anomenada Rubber Tramp Rendezvous (RTR) per a la gent que anomena The Tribe. El terme Rubber Tramp es refereix a les persones rodamons que viuen o viatgen amb la seva furgoneta, autocaravana o cotxe, i que per això utilitzen pneumàtics de goma. La primera RTR, celebrada l'any 2010, va comptar amb només 45 assistents, però la trobada de 2018 va atreure 3.000 vandwellers, i l'any següent en van arribar 10.000, fet que la converteix en l'aplec d'aquest tipus més gran del món. Les activitats que s'hi realitzen inclouen seminaris orientats al vandwelling com ara com aparcar, com fer reparacions senzilles i com instal·lar panells solars. Un altre seminari anima els rodamons a anar a Los Algodones, Baixa Califòrnia, per a rebre atenció mèdica visual i dental barata. A més, hi ha un mercat d'intercanvi d'objectes gratuïts que les persones regalen a altres que els poden necessitar.

### YouTube
El 2015, Wells va iniciar un canal de YouTube anomenat CheapRVliving. El canal ofereix vídeos explicatius, entrevistes amb altres vandwellers i consells filosòfics de pensadors destacats. El maig del 2019, el canal s'acostava a les 50 milions de visualitzacions.

### Homes on Wheels Alliance
L'octubre de 2018, Wells va anunciar la creació de Homes on Wheels Alliance, una organització benèfica de la qual és president. L'organització es dedica a ajudar les persones necessitades a adquirir vehicles per habitar i viatjar.

## Obra publicada
- How to Live In a Car, Van or RV: And Get Out of Debt, Travel, and Find True Freedom, CreateSpace Independent Publishing Platform, 2014 ISBN 1479215899